# 20 kilometer gång för damer i friidrott vid olympiska sommarspelen 2024
Damernas 20 kilometer gång vid olympiska sommarspelen 2024 avgjordes den 1 augusti 2024 i Paris, Frankrike. 45 idrottare från 22 nationer deltog i tävlingen. Det var 7:e gången grenen fanns med i ett OS och den har funnits med i varje OS sedan 2000. Alla kvalificerade idrottare tävlade direkt i en finaltävling som hölls på Pont d'léna och Champ de Mars vid Eiffeltornet. 

Officiell video på loppets höjdpunkter.

| Spel                | Guld            | Silver              | Brons                    |
| Damernas 20 km gång | Yang Jiayu Kina | María Pérez Spanien | Jemima Montag Australien |

## Sammanfattning
Efter att ha lett loppet från början vann kinesiskan Yang Jiayu guldet på 1:25:54, María Pérez från Spanien tog silvret på 1:26:19 och bronset gick till Jemima Montag från Australien på 1:26:25.

## Kvalificering till OS-grenen
Kvalificeringsperioden för damernas 20 kilometer gång var mellan 1 juli 2023 och 30 juni 2024. 48 idrottare kunde kvalificera sig till tävlingen, med högst tre idrottare per nation, genom att klara av kvalificeringsstandarden 1:29:20 eller genom sin världsranking i friidrott för denna gren. 45 idrottare deltog i tävlingen.

## Schema
Tiden är CET.
| Datum          | Tid  | Omgång |
| -------------- | ---- | ------ |
| 1 augusti 2024 | 9:50 | Final  |

Källa: 

## Rekord
Innan tävlingens start fanns följande rekord:
| Rekord           | Idrottare            | Tid     | Plats                  | Datum           |
| ---------------- | -------------------- | ------- | ---------------------- | --------------- |
| Världsrekord     | Yang Jiayu (CHN)     | 1:23:49 | Huangshan, Kina        | 20 mars 2021    |
| Olympiskt rekord | Qieyang Shijie (CHN) | 1:25:16 | London, Storbritannien | 11 augusti 2012 |

| Område                                   | Tid          | Idrottare       | Nation     |
| ---------------------------------------- | ------------ | --------------- | ---------- |
| Afrika                                   | 1:30:40      | Grace Wanjiru   | Kenya      |
| Asien                                    | 1:23:49 0VR0 | Yang Jiayu      | Kina       |
| Europa                                   | 1:25:08      | Vera Sokolova   | Ryssland   |
| Nordamerika, Centralamerika och Karibien | 1:26:17      | Lupita González | Mexiko     |
| Oceanien                                 | 1:27:09      | Jemima Montag   | Australien |
| Sydamerika                               | 1:25:29      | Glenda Morejón  | Ecuador    |

## Resultat
Noteringarnas förklaring finns längst ner.

### Final
Den här grenen avgjordes i en enda runda.
| Placering | Idrottare           | Nation      | Tid     | Tid efter | Notering |
| --------- | ------------------- | ----------- | ------- | --------- | -------- |
| 1         | Yang Jiayu          | Kina        | 1:25:54 | —         | ~        |
| 2         | María Pérez         | Spanien     | 1:26:19 | +0:25     | ~        |
| 3         | Jemima Montag       | Australien  | 1:26:25 | +0:31     | ~        |
| 4         | Sandra Arenas       | Colombia    | 1:27:03 | +1:09     | ~~ 0NR0  |
| 5         | Alegna González     | Mexiko      | 1:27:14 | +1:20     |          |
| 6         | Glenda Morejón      | Ecuador     | 1:27:37 | +1:43     |          |
| 7         | Laura García-Caro   | Spanien     | 1:28:12 | +2:18     | ~~       |
| 8         | Evelyn Inga         | Peru        | 1:28:16 | +2:22     |          |
| 9         | Paula Milena Torres | Ecuador     | 1:28:48 | +2:54     |          |
| 10        | Cristina Montesinos | Spanien     | 1:29:11 | +3:17     |          |
| 11        | Ma Zhenxia          | Kina        | 1:29:15 | +3:21     | ~~~      |
| 12        | Mary Luz Andía      | Peru        | 1:29:24 | +3:30     |          |
| 13        | Érica de Sena       | Brasilien   | 1:29:32 | +3:38     |          |
| 14        | Lyudmyla Olyanovska | Ukraina     | 1:29:55 | +4:01     |          |
| 15        | Clemence Beretta    | Frankrike   | 1:29:55 | +4:01     |          |
| 16        | Kimberly García     | Peru        | 1:30:10 | +4:16     |          |
| 17        | Mariia Sakharuk     | Ukraina     | 1:30:12 | +4:18     |          |
| 18        | Viviane Lyra        | Brasilien   | 1:30:31 | +4:37     | ~~~      |
| 19        | Magaly Bonilla      | Ecuador     | 1:30:33 | +4:39     | ~~       |
| 20        | Olena Sobchuk       | Ukraina     | 1:31:12 | +5:18     |          |
| 21        | Liu Hong            | Kina        | 1:31:24 | +5:30     |          |
| 22        | Antigoni Drisbioti  | Grekland    | 1:31:33 | +5:39     |          |
| 23        | Eleonora Giorgi     | Italien     | 1:31:49 | +5:55     |          |
| 24        | Alejandra Ortega    | Mexiko      | 1:31:58 | +6:04     | ~        |
| 25        | Camille Moutard     | Frankrike   | 1:31:58 | +6:04     |          |
| 26        | Pauline Stey        | Frankrike   | 1:31:59 | +6:05     |          |
| 27        | Eliška Martínková   | Tjeckien    | 1:32:30 | +6:36     |          |
| 28        | Saskia Feige        | Tyskland    | 1:33:23 | +7:29     |          |
| 29        | Rachelle de Orbeta  | Puerto Rico | 1:33:33 | +7:39     |          |
| 30        | Katarzyna Zdziebło  | Polen       | 1:33:52 | +7:58     |          |
| 31        | Rebecca Henderson   | Australien  | 1:34:22 | +8:28     | ~~       |
| 32        | Nanako Fujii        | Japan       | 1:34:26 | +8:32     | ~~~      |
| 33        | Rita Récsei         | Ungern      | 1:34:39 | +8:45     | ~        |
| 34        | Mária Czaková       | Slovakien   | 1:34:46 | +8:52     | ~        |
| 35        | Valentina Trapletti | Italien     | 1:35:39 | +9:45     |          |
| 36        | Gabriela de Sousa   | Brasilien   | 1:35:50 | +9:56     | ~        |
| 37        | Hana Burzalová      | Slovakien   | 1:36:12 | +10:18    |          |
| 38        | Vitoria Oliveira    | Portugal    | 1:36:22 | +10:28    |          |
| 39        | Ilse Guerrero       | Mexiko      | 1:37:10 | +11:16    |          |
| 40        | Meryem Bekmez       | Turkiet     | 1:38:06 | +12:12    |          |
| 41        | Priyanka Goswami    | Indien      | 1:39:55 | +14:01    | >>       |
| 42        | Viktória Madarász   | Ungern      | 1:41:21 | +15:27    |          |
| 43        | Ana Cabecinha       | Portugal    | 1:46:30 | +20:36    | >        |
| —         | Olivia Sandery      | Australien  |         |           | > 0DNF0  |
| —         | Antonella Palmisano | Italien     |         |           | 0DNF0    |
| —         | Kumiko Okada        | Japan       |         |           | 0DNS0    |
| —         | Ayane Yanai         | Japan       |         |           | 0DNS0    |
| —         | Kiriaki Filtisakou  | Grekland    |         |           | 0DNS0    |
| Källa:    | Källa:              | Källa:      | Vind:   | Vind:     |          |